# Filozofia chińska
Filozofia chińska – doktryny powstałe w starożytnych Chinach, których głównym tematem były zagadnienia etyczne i polityczne. W klasycznej filozofii chińskiej dominowały dwie szkoły: konfucjanizm i taoizm. Ważne znaczenie miały także inne prądy: legizm, motizm, sofizm chiński oraz szkoła yinyang.

## Konfucjanizm (rujia)
Konfucjanizm to doktryna stworzona przez Konfucjusza (551–479 p.n.e.), która odwoływała się do nauczania starożytnych królów-mędrców (wen), takich jak: Yao, Shun, Yu, Zhou i Wen oraz do starochińskiego, klasycznego Sześcioksięgu (Liujing), obejmującego: Księgę pieśni (Shijing), Księgę dokumentów (Shujing), Księgę przemian (Yijing), Zapiski o etykiecie (Liji), zaginioną Księgę muzyki (Yuejing) oraz – przypisywane samemu Konfucjuszowi, jako redaktorowi, Kronika Wiosen i Jesieni (Chunqiu), czyli roczniki albo kroniki państwa Lu (za okres 722–478 p.n.e.).
Nauka jego była rozwijana następnie przez Mencjusza, który skodyfikował jej podstawy filozoficzne, oraz przez Xunzi. Głosiła, że przestrzeganie obowiązków moralnych (na wzór stosunków rodzinnych pomiędzy dziećmi a rodzicami, żoną i mężem, młodszych i starszych braci oraz stosunków między przyjaciółmi) jest podstawą porządku państwa (wzorem dla stosunków pomiędzy ministrami a władcą, urzędnikami a ministrami oraz poddanymi a urzędnikami). Rozwijała teorię obrzędów (obyczajności, li) i kultury (wen) jako źródła kształtowania cnót (de), zwłaszcza człowieczeństwa (humanitarności, ren) oraz prawości (sprawiedliwości, yi). Dla tego okresu najistotniejszy jest spór między Mencjuszem a Xunzi o charakter natury ludzkiej (xin) – pierwszy głosił, że natura ludzka jest co do istoty dobra (hao), gdyż zawiera w sobie zalążki (duan) cnót – kultura służy tylko ich pielęgnowaniu; drugi twierdził, że natura ludzka w głębi jest zła (e), gdyż zawiera w sobie emocje (qin), które nie podporządkowują się racjonalnemu (duchowemu) sercu (xin) i muszą być powściągane zewnętrznymi środkami (wei), do jakich zalicza się obrzędy i kulturę. Spór ten odbywał się kontekście dyskusji z przedstawicielami innych szkół – zwłaszcza Mo Di (opatrzonym etykietką „altruisty”), wczesnym taoistą „indywidualistycznym” i „hedonistycznym” Yang Zhu (uznawanym przez konfucjanistów za „egoistę”) oraz z taoistą późniejszego okresu, Zhuang Zhou (uznanym przez konfucjanistów za „kwietystę”).
W okresie po „Wielkim paleniu ksiąg” (213 p.n.e. – za panowania cesarza Qin Shi Huangdi), rozgorzał spór między szkołami „nowych tekstów” (np. Dong Zhongshu, który dokonał synkretyzmu konfucjanizmu z teoriami pięciu elementów) i „starych tekstów” (np. Yang Xiong) o autentyczny przekaz nauki konfucjańskiej. W połączeniu z pewnymi tezami legizmu, konfucjanizm stał się państwową ideologię większości państw chińskich poczynając od 136 r. p.n.e.
Neokonfucjanizm rozwijał się poczynając od VIII w.: (Han Yu oraz Li Ao), rozwijał teorię Drogi (Dao) jako przekazu mądrości od starożytnych Królów, przez Konfucjusza po czasy nowożytne – stąd zwany jest nauczaniem o Drodze (daoxue). Neokonfucjaniści szli za naukami Mencjusza i Donga Zhongshu, uznając że Xunzi i jego następcy błędnie interpretowali Konfucjusza, a Yang Xiong niesłusznie odrzucał teksty w „starych znakach”. Spór ten powróci w XIII wieku (Chen Liang odrzuci interpretacje Hana Yu i pięciu mędrców i przywróci właściwe miejsce Xunzi) oraz w XVIII wieku (np. Dai Zhen odrzuci neokonfucjanizm i wróci do nauki Yanga Xionga, że „stare teksty” to apokryfy).
Poczynając od XI w. (Shao Yong, Zhou Dunyi, Zhang Zai, Cheng Hao i Cheng Yi – zwani pięcioma mędrcami neokonfucjanizmu) rozwijał zagadnienia etyczne na podstawi metafizycznej. Stworzył dwie szkoły – realistyczną (pluralistyczną z tendencjami ku dualizmowi), którą reprezentował Zhu Xi (zwaną „nauczaniem o zasadach” (lixue)) i idealistyczną (monistyczną), którą reprezentowali Lu Jiuyuan oraz Wang Yangming (zwaną „nauczaniem o sercu” (xinxue)). Pierwsza z nich stała się od XIV wieku państwową filozofią (i ideologią Chin), a od XV wieku także w Korei, stanowiąc główny nurt jej filozofii konfucjańskiej, i wietnamskiej, druga funkcjonowała od XVI wieku na marginesie głównego nurtu filozofii chińskiej (jako filozofia heretycka) oraz cieszyła się sporym powodzeniem w Japonii.
Główne teksty neokonfucjańskie (obok klasycznego Pięcioksięgu (Wujing), w jaki przekształcił się Sześcioksiąg po zaginięciu Księgi muzyki), to Czteroksiąg (Sishu): Dialogi konfucjańskie (Lunyu), Księga Mencjusza (Mengzi), Wielka Nauka (Daxue) i Doktryna Środka (Zhongyong) – te dwa ostatnie stanowiące w zasadzie rozdziały w obrębie Zapisków o etykiecie (Liji), z komentarzami Zhu Xi. Teksty dodatkowe, składające się na Trzynastoksiąg (Shisanshu), obejmują jeszcze m.in. Księgę miłości synowskiej (Xiaojing), Opowieści rodzinne (Jialu), Komentarz Zuo do Wiosen i jesieni (Zuozhuan), Rosę spadającą z Wiosen i jesieni (Chunqiu fanlu) Donga Zhongshu, Słownik terminów starożytnych (Erya) i in.
Konfucjanizm wydał także wybitnych filozofów w XIX i XX wieku, jak Tan Sitong, Kang Youwei, Liang Qichao, Liang Shuming, Feng Youlan. Nowe, współczesne prądy konfucjanizmu, czasami zwane są neo-neokonfucjanizmem czy post-neokonfucjanizmem (np. tzw. konfucjanizm z Bostonu – Tu Wei-ming i in.).

## Legizm (fajia)
W opozycji do konfucjanizmu powstawał legizm. Doktryna legizmu głosiła obowiązek przestrzegania prawa bez względu na jej moralny aspekt. Jej najbardziej znanym przedstawicielem był Han Feizi (III wiek p.n.e.).

## Taoizm
Za twórcę taoizmu, czyli „nauki o słusznej drodze i mądrości”, uważa się Laozi zwyczajowo uznawanego za autora księgi Daodejing (V wiek p.n.e.) rozwiniętej później przez Zhuangzi (IV wiek p.n.e.). Podstawowa idea Laozi jest następująca: życiem przyrody i ludzi nie rządzi „wola niebios” (jak twierdził Mencjusz), lecz przebiega ono wedle określonej naturalnej drogi – dao, którą należy odnaleźć i podporządkowując jej własne życie zaprzestać działań z nią sprzecznych.

Symboliczne wyobrażenie Taiji, czyli stanu wszechświata po rozdzieleniu się Yin i Yang

### Yin i yang
Nauka o Yin i yang została wyłożona w anonimowej księdze Yijing głoszącej, że świat jest miejscem ścierania się dwóch przeciwstawnych zasad: aktywnej, męskiej i jasnej yang oraz pasywnej, kobiecej i ciemnej yin. Wszystkie rzeczy wynikły z tych prazasad i składają się z pięciu pierwiastków: wody, ognia, ziemi, drewna i metalu (por. arystotelesowskie pięć elementów).

## Motizm
Motizm to nauka stworzona przez Moziego (V wiek p.n.e.). Można ją uważać za chińską wersję utylitaryzmu. Uważała za główną zasadę etyczną pomyślność (pokój i dobrobyt) ludu. Z tego powodu Mozi sprzeciwiał się wojnie oraz panującej kulturze (por. pacyfizm). Mozi kładł duży nacisk na miłość uniwersalną. Sprzeciwiał się fatalizmowi.

## Logizm
Logizm (określany czasem jako chiński sofizm) powstał w łonie szkoły motistów. Jego główny przedstawiciel, Gongsun Long, zajmował się głównie rozważaniami logicznymi i filozofią języka. Do naszych czasów dotrwały tylko fragmenty jego pism z paradoksami podobnymi do paradoksów Zenona z Elei.

## Filozofia buddyjska
Filozofia buddyjska zapoczątkowana została przez Buddę i kontynuowane przez jego uczniów. Z czasem rozbiła się na trzy główne ścieżki „Wielkiego Wozu”, „Małego Wozu” i „Diamentowego Wozu”. Podstawowymi założeniami nauk Buddy były cztery szlachetne prawdy, miłość, stosowanie się do Pańcasila współczucie, uczciwość, wiara w reinkarnację i nirwanę.

### Szkoły buddyzmu chińskiego

#### Siedem szkół (Qizong)
Pierwsze szkoły buddyjskie w Chinach, zbudowane na jakimś elemencie nauki buddyjskiej, z elementami z taoizmu. Należały do nich:
- Szkoła Pierwotnego Niebytu (Benwu zong)
  - Dao’an (312–385)
- Szkoła Pierwotnego Niebytu (Benwuyi zong)
  - Fashen (286–374)
- Szkoła Tej Oto Formy (Jise zong)
- Szkoła Niebytu Umysłu (Xinwu zong)
  - Fawen (IV w.)
- Szkoła Gromadzonych Wrażeń (Shihan zong)
  - Yu Fakai (IV w.)
- Szkoła Iluzji Przemian (Huanhua zong)
- Szkoła Kombinacji Przemian (Yuanhui zong)

#### Kumaradżiwa
Kumaradżiwa (344–413) – był wielkim tłumaczem tekstów buddyjskich z sanskrytu na chiński. Przetłumaczył 72 teksty buddyjskie liczące 384 rozdziały. Pisma Kumaradżiwy i Jego uczniów stanowiły podstawę do tworzenia dojrzałych doktryn i szkół. Jego dwaj uczniowie to:
- Sengzhao (384–414)

Rozprawy Sengzhao (Zhaolun)
- Daosheng (360–434)

#### Weishi – jogaczara chińska
- Xuanzang (596–664) – twórca szkoły, przełożył na chiński 75 prac buddyjskich

Traktat o ustanowieniu doktryny jedynie samej świadomości (Chengweishi lun)
- Kuiji (632–682)

#### Tiantai – InterpretacjaSutry Lotosu
- Zhiyi (538–597) – uczeń Kumaradżiwy

#### Huayan (Huayan zong)
Głównym tekstem szkoły jest Sutra girlandy (Avatamsaka Sutra)
- Dushun (557–640)

O medytacji dharmadhatu
- Zhiyan (602–668)
- Fazang (643–714)

O złotym lwie
- Chengguan (738–840)

#### Szkoła madhjamika w Chinach
- Dao’an (zm. 385)
- Huiyuan (zm. 416)
- Daoxuan (596-667)

Dalsze zbiory szkiców o buddyzmie

#### Chan
- Bodhidharma
- Dazu Huike (486–593)
- Hongren (605–675) – 5. patriarcha chan
- Yuquan Shenxiu (zm. 706) – założyciel szkoły północnej
- Huineng (638–713) – założyciel szkoły południowej, 6. patriarcha chan

Szóstego patriarchy sutra podwyższenia o czystej prawowiernej Dharmie
- Mazu Daoyi (zm. 788)
- Fayan Wenyi (zm. 958)
- Foyan Qingyuan (Mistrz z Shuzhou) (zm. 1120)

## Literatura dodatkowa
- Fiodor Bykow, Powstanie chińskiej myśli politycznej i filozoficznej, Warszawa 1978.
- Tadeusz Czarnik, Starożytna filozofia chińska, Kraków 2001.
- Filozofia Wschodu. Pod redakcją Beaty Szymańskiej. Kraków: Wydawnictwo Uniwersytetu Jagiellońskiego, 2001. ISBN 83-233-1487-X. Brak numerów stron w książce
- Filozofia Wschodu: Wybór tekstów. Pod redakcją Marty Kudelskiej. Kraków: Wydawnictwo Uniwersytetu Jagiellońskiego, 2002. ISBN 83-233-1487-X. Brak numerów stron w książce
- Feng Youlan, Krótka historia filozofii chińskiej, Warszawa: PWN, 2001.